# Première Neige (téléfilm)
Pour les articles homonymes, voir Première Neige.
Première Neige est un téléfilm français réalisé par Claude Santelli, d’après une nouvelle de Guy de Maupassant.
Ce téléfilm de 120 minutes a été diffusé pour la première fois le 17 avril 1976 à 20:30 sur Antenne 2. Le film a été tourné au château de Grainville-Ymauville en Seine-Maritime, et au vieux cimetière de Menton.

## Synopsis
Ce portrait de femme brossé par Claude Santelli d'après la nouvelle de Guy de Maupassant a pour thème l'incommunicabilité à l'intérieur d'un couple. Henry, gentilhomme normand, a épousé une Parisienne. Le jour même de ses noces, il la ramène dans son château humide et froid. Jeanne, à peine sortie du pensionnat, capricieuse et puérile, découvre un monde inconnu. Elle a peur et elle a froid. Son mari se moque sans cesse de son désir d'avoir un calorifère et la trompe avec Rose, la servante.

## Distribution
- Martine Chevallier (Jeanne)
- Paul Barge (Henry)
- Nathalie Nell (Rose)
- Denise Gence (la mère de Jeanne)
- Germaine Delbat (Céleste)
- Michel Robin (Gustave)
- Bernard Crombey (Lucien)
- Marc Eyraud (le fossoyeur)
- Philippe Desboeuf (le décorateur)
- Roger Van Doude (le médecin)

## Fiche Technique
- Réalisation : Claude Santelli
- Adaptation et dialogues : Claude Santelli, d’après Guy de Maupassant
- Costumes : Roger Jouan
- Décors : Jean Thomen
- Ensemblier : Jeanine Barthe
- Maquillage : Catherine Comtet
- Coiffure : Jocelyne Millet
- Habillage : Chantal Poillot
- Accessoiristes : Serge David & Henri Mahe
- Chef machiniste : Jean Claude Hague
- Chef électricien : Daniel Klein
- Caméra : Claude Mathé & Jacques Bourguignon
- Son : Claude Bittan & Michel Vayssié
- Bruitage : Louis Devraivre
- Mixage : N’Guyen Daï Hong et Patrick Collot
- Illustration musicale : Betty Willemetz
- Musique : Beethoven - Concerto pour Piano no 3 ; Schubert - Impromptus
- Production : Suzanne Roche & Willy Vinck
- Chef de plateau : Jean Vukovitch
- Montage : Jacqueline Aubery et Colette Bluwal
- Scripte : Lucette Andrei
- Assistants de réalisation : Hélène Le Cornec, Joannick Desclercs, Jacques Ansan, Bernard Jaigat
- Directeur de la photographie : Jean-Louis Picavet

## Extrait du film
- Première Neige - Claude Santelli